# 图夫勒维尔-拉卡布勒
图夫勒维尔-拉卡布勒（法語：Touffreville-la-Cable，法語發音：[tufʁəvil la kabl]）是法国滨海塞纳省的一个旧市镇，属于勒阿弗尔区。2016年1月1日，图夫勒维尔-拉卡布勒与临近的3个市镇合并为新市镇塞纳河畔热罗姆港。

## 地理
图夫勒维尔-拉卡布勒（49°31'19"N, 0°37'5"E）面积3.97 平方千米，位于法国诺曼底大区滨海塞纳省，该省份为法国北部沿海省份，其西部及北部濒大西洋英吉利海峡，东起顺时针与索姆省、瓦兹省、厄尔省和卡爾瓦多斯省接壤。
与图夫勒维尔-拉卡布勒接壤的市镇（或旧市镇、城区）包括：欧贝维尔拉康帕涅、塞纳河畔热罗姆港、特里凯维尔、维勒基耶。
图夫勒维尔-拉卡布勒的时区为UTC+01:00、UTC+02:00（夏令时）。

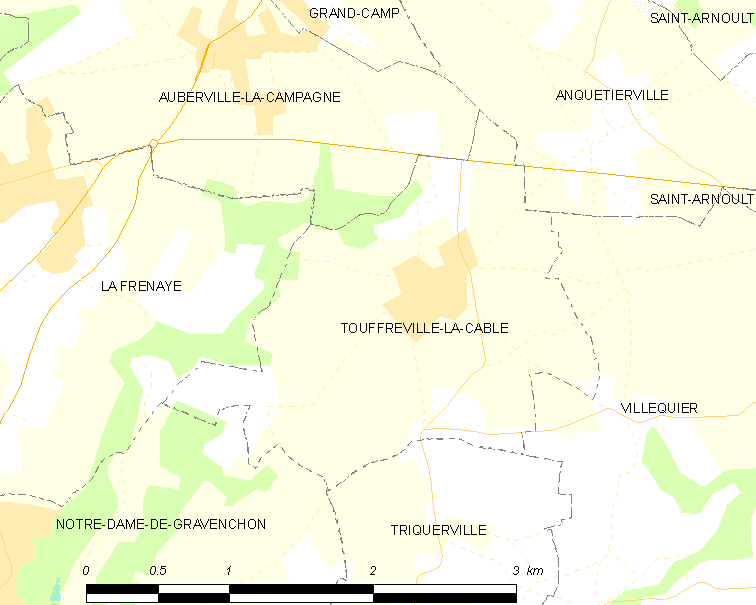
图夫勒维尔-拉卡布勒的OSM定位图

## 行政
图夫勒维尔-拉卡布勒的邮政编码为76170，INSEE市镇编码为76701。

## 政治
图夫勒维尔-拉卡布勒所属的省级选区为塞纳河畔热罗姆港县。

## 人口

1962-2008年间图夫勒维尔-拉卡布勒人口变化图示

图夫勒维尔-拉卡布勒于2018年1月1日时的人口数量为416人。